# Lijst van Belgische adelsverheffingen 1948
Persoon die in 1948 in de Belgische adel werd opgenomen en een adellijke titel verkreeg.

## Graaf
- Hubert Pierlot, eerste minister, erfelijke adel en de titel graaf, overdraagbaar bij eerstgeboorte.